# Еи-Полупроводници
Еи-Полупроводници (скраћено Еи-ПП), позната и као Еи фабрика полупроводника је радна организација за производњу полупроводничких компоненти која је пословала у саставу Електронске индустрије Ниш у периоду од 1962. године до 2001. године. 

## Производни програм
Предузеће се бавило производњом полупроводничких компоненти као што су: силицијумске зенер диоде, силицијумске исправљачке и брзе диоде, тиристори, силицијумски грец исправљачи, планарни транзистори мале и средње снаге, хомотаксијални транзистори снаге, Епи-бејз транзистори снаге, Дарлингтон транзистори снаге, ВДМОС транзистори снаге, ЦМОС интегрисана кола серије CD4000 и CDP1800 у пластичним и керамичким кућиштима као пројектовањем и израдом ЦМОС дигиталних интегрисаних кола и дискретних компонената по захтеву купаца.
Производни погони задовољавали су војне стандарде: MIL-STD 19500, MIL-STD 750, MIL-STD 883 и SNO 5624.

## Историја
Први планови за настанак фабрике датирају из 1958. године када је и формиран план развоја производње полупроводничких компоненти. Прве полупроводничке компоненте произведене су 1960. године у оквиру Завода РР и већ 1961. године одобрен је инвестициони план за изградњу посебне фабрике. Наредне године долази до спајања Завода РР и Белинда и настаје Електронска индустрија Ниш. Фабрика полупроводника пуштена је у погон већ 28. новембра 1962. године. Током оснивања предузећа радни назив је био РО "Еи - МИКРОЕЛЕКТРОНИКА" У ОСНИВАЊУ. Зграду фабрике полупроводника пројектовали су радници тадашњег Завода РР по угледу на остале светске компаније и уз помоћ Хемијско-технолошког института у Београду и Института за електронику у Љубљани. Фабрику је отворио Воја Лековић тадашњи потпредседник Извршног већа Србије. Освајање технологије производње компонената од германијума предводио је тим састављен од физичара, Др Ђорђа Бошана, инжењера Вукашина Радовановића и хемичара Чедомира Арсића. У периоду између 1965. и 1969. фабрика полупроводника пре свега производи компоненте за потребе Електронске индустрије Ниш, успоставља сарадњу са великим светским компанијама као што су Тосхиба, Телефункен, Тексас инструментс и РЦА, почиње развој технологије за производњу компонената на бази силицијума и припрема се за изградњу нове фабрике.
Нова фабрика полупроводника изграђена је у периоду између 1970. и 1971. године. Већ 1971. године Фабрика извози у Сједињене Америчке Државе милион силицијумских транзистора за купца Тексас инструментс.
У наредној декади главни производни програм фабрике чиниле су диоде, варистори, тиристори, диаци, триаци и биполарни транзистори. Коришћена је планарна технологија на вејферима величине од 2 инча.
Након 1981. почиње период производње ЦМОС интегрисаних кола по лиценци компаније РЦА. У овом периоду освојена је и технологија за производњу високонапонских планарних транзистора, транзистора снаге у епи-бејз технологији, ВДМОС транзистора снаге као и пројектовање дискретних и интегрисаних компонената.
Све до 1990. године фабрика бележи пораст обима производње компонената. Након увођења санкција од стране појединих моћних светских сила, обим производње драстично опада и доводи до смањења количине производње и до гашења појединих делова фабрике.
Прва производна линија угашена је 1992. године, док се са производњом коначно стало 1997. године.
- Једна од лабораторија - чистих соба
- Чисте собе у фабрици